# Ԡ
Ԡ, ԡ (Л с крюком посередине) — буква расширенной кириллицы, использовавшаяся в чувашском языке.

## Использование
Использовалась во втором варианте чувашского алфавита И. Я. Яковлева и В. Белилина 1872 года, заменив букву л̀, использовавшуюся в первом варианте алфавита. В окончательной редакции алфавита 1873 года, разработанной Яковлевым без участия Белилина, была сохранена в неизменном виде. Данный алфавит использовался вплоть до 1910 года, когда он был пересмотрен Н. И. Ашмариным; впрочем, буква ԡ при этом также была сохранена. Была исключена из алфавита в 1938 году и заменена диграфом ль. Обозначала звук [lʲ].